# Charles Goodyear
Charles Goodyear (Haven, Connecticut, 29 de desembre de 1800 - Nova York, 1 de juliol de 1860), fou un inventor estatunidenc sense formació acadèmica que descobrí la vulcanització del cautxú per accident. El 1821, s'associà amb el seu pare en un negoci de maquinàries que fracassà. Degut a la seva situació econòmica precària, hagué de vendre el seu descobriment a una companyia lliderada per Frank Seiberling, qui, tenint gran capital i veient el potencial d'aquest descobriment, fundà la companyia Goodyear.
El 1839, Charles Goodyear -productor d'articles derivats del cautxú- havia desenvolupat el condó de doma i el diafragma intrauterí, sistemes d'eficàcia comprovada. Però el primer, d'ús masculí, i el segon, vinculat a una intervenció mèdica no sempre acceptada ni assequible, no proporcionà un mètode anticonceptiu apte per a tota la població femenina.